# كيكوذو كيساكا
كيكوذو كيساكا (باليابانية: 木坂 規矩三)، هو لاعب كرة قدم ياباني سابق كان يلعب كمهاجم. سبق له أن لعب مع منتخب اليابان.

## وصلات خارجية
- كيكوذو كيساكا على موقع ناشيونال فوتبول تيمز (الإنجليزية)

- National Football Teams
- Japan National Football Team Database